# Ukrajinská národně demokratická strana
Ukrajinská národně demokratická strana (UNDP, cyrilicí УНДП, ukrajinsky Ukrajinska nacionalno-demokratyčna partija, cyrilicí Українська національно-демократична партія, od roku 1919 Ukrajinská národní strana práce, Ukrajinska narodna trudova partija, cyrilicí Українська Народна Трудова Партія) byla politická strana působící od konce 19. století mezi ukrajinskou populací Rakouska-Uherska, respektive Předlitavska, zejména v Haliči (ale také v Bukovině), později šlo o politickou stranu ukrajinské národní menšiny v meziválečném Polsku.

## Historie
Byla založena 26. prosince 1899 ve Lvově. Za jejím vznikem stáli bývalí členové pravicového křídla Ukrajinské radikální strany a další národovecké skupiny. Významnou roli v ustavení strany hrál Mychajlo Hruševskyj, který dosáhl dohody s Jevhenem Levyckým. Strana podporovala národnostní práva Ukrajinců v Haliči. Požadovala širokou ukrajinskou autonomii v rámci Rakouska-Uherska a samostatný zemský sněm pro východní Halič. Vystupovala opozičně proti převážně polské správě východní Haliče. Odmítala rusofilské (promoskevské) tendence. Mezi hlavní politiky UNDP patřili Julian Romančuk, Kost Levyckyj, Jevhen Petruševyč, Volodymyr Ochrymovyč nebo Volodymyr Bačynskyj. Své zástupce měla i v celostátní Říšské radě. Strana hrála významnou roli v organizování rolnických stávek v Haliči roku 1902. Po roce 1907 vystupovala zejména na podporu volební reformy v Haličském zemském sněmu a zřízení ukrajinské univerzity ve Lvově.
Na počátku 20. století představovala národně demokratická strana nejsilnější ukrajinskou politickou skupinu v Říšské radě i na Haličském zemském sněmu. V zemských volbách roku 1913 zvýšila své zastoupení z 9 na 23 poslanců. Dominovala středopravé části ukrajinského politického spektra, zatímco na levém středu působila Ukrajinská radikální strana a Ukrajinská sociálně demokratická strana. Napravo od národních demokratů pak byla Křesťansko-sociální strana (Християнсько-суспільна партія). Ve stranickém životě i ve volebních kampaních využívala národně demokratická strana prvky masového hnutí, lokálních skupin aktivistů a satelitních spolků a organizací jako Prosvita nebo Sokol.
V roce 1919 se přejmenovala na Ukrajinskou národní stranu práce. V roce 1925 se začlenila do nového politického subjektu Ukrajinské národně demokratické sjednocení.